# Benedetto Zaccaria
Benedetto Zaccaria (Genova, marzo 1240? – Isola di Chio, agosto 1307) è stato un militare e politico italiano del XIII secolo, appartenente alla famiglia genovese degli Zaccaria De Castro o "Castello", poi semplicemente Zaccaria.

## Vita ed imprese
Per lo storico Lopez, e per altri autori, è stato un personaggio poliedrico: uno dei più abili ammiragli del Medioevo (vero vincitore della battaglia della Meloria), mercante, scrittore, diplomatico, politico.

Scrive Georg Caro: 
Fu, infatti, anche al servizio del re Filippo IV di Francia ammiraglio, per altro vittorioso, della sua flotta contro gli inglesi e le città fiamminghe che osteggiavano i suoi traffici commerciali.
Nel 1924 lo storico francese Charles de la Roncière aveva ipotizzato che Benedetto Zaccaria fosse il principale responsabile dello sviluppo della cartografia nautica medievale (mappe e testi portolani), ma le indagini di Lopez non hanno trovato prove a favore di questa ipotesi.
Ebbe grande influenza presso vari governi del Bacino del Mediterraneo e fu precursore di varie forme di tecnica commerciale in materia di strategia di posizioni dominanti di mercato, che sperimentò nel campo del commercio di materie prime come l'allume e il mastice.
Considerato vero artefice della vittoria della battaglia della Meloria, la Repubblica di Genova, gli affidò il comando della spedizione in Asia Minore per risolvere la questione apertasi a Tripoli (Libano) con la morte di Boemondo VII, signore della Contea di Tripoli nel 1287. Mentre Lucia di Tripoli infatti ne rivendicava il titolo, con l'appoggio del Papa, gli abitanti della città avevano proclamato la loro indipendenza, nominando Bartolomeo Embriaco o degli Embriaci sindaco della comunità. Il 10 giugno del 1288 salpò da Genova e con le sue galee mise in fuga Lucia ed i suoi alleati. Zaccaria fu accolto trionfalmente dagli abitanti di Tripoli e Caccianemico della Volta acclamato Podestà della città.
L'intendimento di Tripoli nell'affidarsi a Genova traeva origine non tanto dal timore delle pretese dinastiche di Lucia ma piuttosto dalla minaccia rappresentata dai Mamelucchi d'Egitto che insediavano le loro coste.
Benedetto Zaccaria, conscio della netta disparità di forze, cercò intese con il Regno di Cipro, con il Regno d'Armenia e con la stessa Lucia di Tripoli, nel frattempo riparata ad Acri.
Il 17 marzo del 1289, il Sultano Mamelucco Saif al-Din Quelavun avviò l'assedio di Tripoli, confidando che le altre forze cristiane non avrebbero sostenuto i genovesi per il ruolo che tale avamposto avrebbe potuto rivestire nelle loro mani nello scacchiere mediorientale. I veneziani, alleati di Lucia, difatti, si ritirarono e così fecero il Re di Cipro e le altre forze cristiane in campo. I Mamelucchi, il 29 aprile 1289, conquistarono definitivamente la città.
Lo Zaccaria, rifugiatosi prima in Armenia, si imbarcò sulle galee di Polino Doria per far ritorno a Genova. Durante la traversata Benedetto Zaccaria assalì una nave del Sultano d'Egitto, con grande spargimento di sangue, traendo a Genova mercanzie e numerosi prigionieri.
Giunto a Genova il reduce non fu accolto in modo cordiale dato che la Repubblica, nel frattempo, aveva riallacciato rapporti commerciali con il Sultano. Per sanare l'affronto, fu inviato in Egitto Alberto Spinola che ottenne la liberazione dei genovesi ivi residenti ed imprigionati per rivalsa all'atto ostile perpetrato da Benedetto Zaccaria ed il pieno ripristino dei privilegi commerciali della Repubblica.
Benedetto Zaccaria fu bandito dalla città di Genova e da allora si dedicò alla cura dei suoi interessi a Focea, di cui era signore dal 1288 e a Chio quale Signore di Chio dal 1304.
Morì a Chio nel 1307.